# Jardín Vasco da Gama
El Jardín Vasco da Gama es un jardín situado en Lisboa. Su nombre rinde homenaje al descubridor de la ruta marítima hacia la India, el navegante portugués Vasco da Gama.
Está situado entre la Avenida da India y la Rua Vieira Portuense, antigua Rua da Cadeia, y en la zona donde antiguamente existía la antigua playa de Belém, cerca del Monasterio de los Jerónimos de Belém.

## Historia
Construido entre 1983 y 1985 según un proyecto del arquitecto paisajista António Saraiva, tiene una superficie de 4,2ha y está formado por un gran césped central que incluye un pequeño parque infantil y delimitado por una hilera de árboles y arbustos que lo enmarcan. En noviembre de 2006, este jardín pasó a formar parte de la red Lisboa Digital Gardens, donde es posible navegar de forma inalámbrica y gratuita, mediante la creación de puntos de acceso (hotspots) en lugares públicos. El jardín está parcialmente incluido en la Zona de Especial Protección del Monasterio de Santa María de Belém y en la Zona de Especial Protección del Palacio Nacional de Belém.

## Pabellón tailandés
El Pabellón Tailandés o Sala Thai, es uno de los atractivos de este jardín, fue regalado por el gobierno real de Tailandia con motivo de las celebraciones de los 500 años (cinco siglos) del establecimiento de relaciones bilaterales entre Tailandia, el antiguo Reino de Siam y Portugal. El pabellón fue inaugurado en presencia de Maha Chakri Sirindhorn, Princesa Real de Tailandia y del entonces alcalde de Lisboa, António Costa, el 21 de febrero de 2012.
Producido en Bangkok siguiendo métodos tradicionales en madera de teca recubierta de pan de oro y decorada con vidrieras de colores y brillantes. Su techo está cubierto de placas que se asemejan a la piel de un dragón o a las escamas de un pez. Las agujas representan ángeles estilizados. Fue ensamblado con herrajes en la madera sin el uso de metales, por lo que no tenía un solo clavo ni tornillo. 
El pabellón fue transportado en barco hasta Lisboa por la misma ruta que siguieron los navegantes portugueses 500 años antes. Su construcción recibió el esfuerzo de José Eduardo de Mello Gouveia, embajador de Portugal en Tailandia en los años 80 y su ubicación inicialmente se pensó como el Jardín Botánico Tropical, pero quedaría muy escondido; posteriormente se consideró ribera del Tajo, frente a Cordoaria, pero la Red Nacional de Ferrocarriles se opuso; Finalmente, fue necesario convencer al Instituto de Patrimonio Arquitectónico para que lo autorizara en el jardín Vasco da Gama.

## Jornada Mundial de la Juventud 2023
El Jardín Vasco da Gama se convirtió en uno de los espacios centrales durante la Jornada Mundial de la Juventud 2023. Entre el 1 y el 4 de agosto se denominó al jardín "Ciudad de la Alegría", acogiendo diversas actividades para los peregrinos dentro del marco del festival de la juventud con diversos conciertos, charlas, catequesis, exposiciones, etc.
Los espacios más destacados dentro del jardín fue la feria vocacional, capilla y el parque del perdón. Se situaron más de 150 confesionarios para que los peregrinos pudieran recibir el sacramento de la reconciliación en multitud de idiomas, con sacerdotes que provenían de todas partes del mundo. Entre ellos, el Papa Francisco confesó a 3 jóvenes de distintas nacionalidades.
La participación de jóvenes en las actividades del Jardín Vasco da Gama fue multitudinaria, convirtiéndolo en un espacio vibrante de fe y encuentro.